# 茂山忠三郎 (5世)
五世茂山 忠三郎（しげやま ちゅうざぶろう、本名：茂山 良暢（しげやま よしのぶ）、1982年8月20日 - ）は狂言師。

## 略歴・人物像
- 父に師事し、1986年に『伊呂波』のシテで初舞台。（当時4歳）
- 1998年、『釣狐』を披く。（当時16歳）その他、『三番三』、『千歳』、『那須語』、『朝比奈』等を披く。
- 2007年、東京・福岡・大阪・京都〈忠三郎狂言会〉で『花子』を披く。
- 2011年、四世茂山忠三郎が亡くなり、忠三郎家当主を継ぐ。
- 2013年、〈忠三郎狂言会〉での『二人袴』で文化庁芸術祭賞新人賞を受賞。
- 2017年8月20日、五世茂山忠三郎を襲名[1][2]。
- アメリカ、オーストラリア、マレーシア、東欧公演、ドイツ、オーストリア、フランス等、数々の海外公演にも積極的に参加。
- 狂言以外では、手話狂言や、新作狂言、コンテンポラリーダンス・ブレイクダンス等とのコラボレーションをはじめ、演劇、司会等幅広く活動をしている。